# 魏一宁
魏一宁（1991年2月12日—），汉族，中国歌手、主持人，2010年參加湖南衛視《快樂男聲》獲得全國60強，後由韓國評審選入" 快樂天團 "作為侯選人，但由於放棄與天娛傳媒簽約而退出快樂天團。2013年再次參加快樂男聲，獲得全國66強及熱血復活賽亞軍。

## 主要经历
- 1991年 出生于吉林省长春市；
- 2009年 考入东北师范大学流行演唱专业本科班（2012年毕业）；
- 2010年 参加湖南卫视《2010年快乐男声》获得长春赛区7强、全国60[1]进30被淘汰[2]，并入围“快乐天团8090”成为练习生，因為家裡有事，所以退出比賽。；
- 2011年 主持深圳卫视《大娱乐家》节目；
- 2012年 在湖南卫视《那是我妈妈》节目当嘉宾主持人；
- 2013年 参加湖南卫视《2013快乐男声》获得成都赛区10强[3]、全国30强，全国复活赛亚军[4]，从而签约天娱传媒[5]和陕西卫视[6]。
- 2014年 主持陕西卫视《新西游慢记》《好爸爸坏爸爸》[7]；同年12月17日发行首张个人ep专辑《WEI》[8]

## 音乐作品

### 专辑/EP
| 专辑数量 | 专辑名称 | 专辑类型 | 发行公司 | 发行日期       | 专辑曲目                                                                                           |
| -------- | -------- | -------- | -------- | -------------- | -------------------------------------------------------------------------------------------------- |
| 第一张   | 《WEI》  | EP       | 电童文化 | 2014年12月17日 | 曲目 1. 再一次 2. 小心我外婆 3. 嫁一 4. 冒牌的爱 5. 原点（陕西卫视电视节目《好爸爸坏爸爸》主题曲） |

### 单曲
未收录在其专辑里的单曲
| 发行日期   | 歌曲名稱       | 所屬專輯、备注 |
| ---------- | -------------- | -------------- |
| 2011年10月 | 《小乖》       |                |
| 2012年10月 | 《你看不见我》 |                |

### 2013年快男比賽
| 比賽場次           | 歌曲名稱                       |
| ------------------ | ------------------------------ |
| 成都十強           | 《說了再見》                   |
| 全國二十強(第一輪) | 《幸運大門》                   |
| 全國二十強(第二輪) | 《那些年》                     |
| 熱血復活戰第一場   | 《小魚》(自創歌曲)             |
| 熱血復活戰第二場   | 《維多利亞的秘密》             |
| 熱血復活戰第三場   | 《夠不夠》                     |
| 熱血復活戰第四場   | 《星空》                       |
| 熱血復活戰總決賽   | 《說了再見》《大女人》《愛情》 |

## 影视作品
- 2013年11月 微电影《夫妻游戏》扮演“伊宁”，陈正道导演，合作艺人：蓝正龙、周韦彤、杜海涛
- 2013年12月 话剧《奈何桥外1km》扮演“张宁”

## 主持节目
- 2011年 主持深圳卫视《大娱乐家》
- 2011年 主持湖南卫视《那是我妈妈》
- 2013年 主持湖南卫视《想唱就唱》
- 2014年 主持陕西卫视《新西行漫记》

## 电视节目
1. 陕西卫视《好爸爸坏爸爸》《新西行漫记》《亮出真功夫》
2. 深圳卫视《大娱乐家》
3. 金鹰卡通《玩名堂》
4. 湖南卫视《天天向上》《快乐男声》《想唱就唱》《那是妈妈》
5. 青海卫视《老爸老妈看我的》
6. CCTV-1《开讲啦》
7. 江苏卫视《火线英雄》
8. CCTV-3《全球中文音乐榜上榜》

## 主要荣誉
- 2014年12月 音乐先锋榜-年度内地乐坛进步奖、年度网络最具人气先锋歌手[9]